# Hemåt i natten
Hemåt i natten är en finländsk-svensk film från 1977 med regi och manus av Jon Lindström. Filmen var Lindströms regidebut och i rollerna ses bland andra Lars Hjelt, Gunvor Sandkvist och Gunnel Fred.

## Om filmen
Inspelningen ägde rum mellan den 28 juni och 29 juli 1976 på Hangö i Finland, en Finlandsfärja, olika platser i Stockholm och i Nacka samt i Stockholms skärgård. Producent var Jörn Donner och fotograf Bille August. Filmen premiärvisades den 21 februari 1977 på biograferna 2001 och Vågen i Stockholm. Finländsk premiär hade den 25 februari på biografen Kino Turku i Åbo. Filmen är 92 minuter och i färg.

## Handling
Finländaren Harri har på grund av arbetslöshet sökt sig till Sverige och arbetar som svetsare på ett varv i Stockholm. Livet i det nya landet blev dock inte riktigt vad han hade hoppats på och hans äktenskap håller på att spricka. När en vän antyder att hans fru är otrogen sticker Harri ner honom med en kniv och flyr därefter tillbaka till Finland. Ovetande om huruvida vännen är död eller ej är Harri ständigt på vakt efter polis. En dag kör en polisbil upp till den villa i vilken han gömmer sig och Harri flyr platsen på cykel. Han försöker simmande ta sig från ön, men drunknar.

## Rollista
- Lars Hjelt – Harri Hakkulinen, svetsare
- Gunvor Sandkvist – Liisa Melin
- Gunnel Fred – Cisse, Harris fru
- Rita Holst – Ritva Sjöberg, Harris syster
- Stellan Skarsgård	– Kurt Sjöberg, Ritvas make
- Rita Polster – Tarja Paasonen, kvinnan på båten
- Selma Impola – Selma, Harris farmor
- Juha Hyppönen	– Rane Koskinen
- Asko Sarkola – Stigu
- Gustav Wiklund	– Kurt "Kurre" Yläranta
- Laila Björkstam – Marja Nyström
- Margit Lindeman – Sirkka, Harris kusin
- Marianne Wasastjerna – Inga-Britt Schultze
- Carl-Axel Heiknert – Schultze, Inga-Britts make, stadsingenjör
- Ian Broman – Jakob Melin, stadsdirektör
- Lennart Snickars – Artur Boman, varvsarbetare
- Tor Wikström – Naa, fiskare
- Arto Rintamäki – prästen
- Tarja-Tuulikki Tarsala – Gunilla, stadsarkitekt
- Paul Backman – begravningsgäst
- Tyra Backman – begravningsgäst
- Birgitta Damberg – begravningsgäst
- Gunvor Fridholm – begravningsgäst
- Inga Moilanen	– begravningsgäst
- Gerd Wahlsten	– begravningsgäst
- Lisbeth Wahlsten – begravningsgäst
- Thor Wahlsten	– begravningsgäst
- Tina Wahlsten	– begravningsgäst
- Irma Arvola – Irma, strippa
- Lauri Tykkyläinen – Tarjas pojkvän
- Lars Lindholm	– Jussi
- Nils-Erik Jansson
- Karl-Henrik Svennblad
- Olli Soinio
- Paul-Erik Backman
- Kaj Holmberg
- Essie Holst
- Hilding Lindholm
- Thelma Lindholm
- Harry Salokannel
- Toa Salokannel
- Hasse Sundström

### Fotnoter
1. 1 2 3  ”Hemåt i natten”. Svensk Filmdatabas. http://sfi.se/sv/svensk-filmdatabas/Item/?itemid=4993&type=MOVIE&iv=Basic&ref=/templates/SwedishFilmSearchResult.aspx?id%3d1225%26epslanguage%3dsv%26searchword%3dhem%C3%A5t+i+natten%26type%3dMovieTitle%26match%3dBegin%26page%3d1%26prom%3dFalse. Läst 3 maj 2013.